# 山口康男
山口 康男（やまぐち やすお、1935年9月25日 - ）は、日本のアニメ監督、プロデューサー。新潟県出身。

## 人物
東映東京撮影所で助監督を経験したのち、1963年、東映動画（現：東映アニメーション）に入社。1976年春、企画部に異動。2000年、退社。
現在は、アニメ批評などを手掛ける。

## 担当作品

### アニメ映画
演出時代
- ガリバーの宇宙旅行 ※演出助手

プロデューサー時代
- キャンディ・キャンディ 春の呼び声
  - キャンディ・キャンディ キャンディ・キャンディの夏休み
  - キャンディ・キャンディ
- 龍の子太郎
- 世界名作童話 アラジンと魔法のランプ
- 花の子ルンルン こんにちわ桜の国
- 魔法少女ララベル 海が呼ぶ夏休み
- まんがイソップ物語
- メイプルタウン物語
- 新メイプルタウン物語 パームタウン編
- ビックリマン 第一次聖魔大戦
  - ビックリマン 無縁ゾーンの秘宝

### テレビアニメ
演出時代
- 狼少年ケン
- 宇宙パトロールホッパ
- レインボー戦隊ロビン
- 海賊王子
- ピュンピュン丸
- ゲゲゲの鬼太郎（第1作）・（第2作）
- あかねちゃん
- もーれつア太郎
- タイガーマスク
- キックの鬼
- バビル2世
- ミラクル少女リミットちゃん
- ゲッターロボ
  - ゲッターロボG

プロデューサー時代
- マシンハヤブサ
- キャンディ・キャンディ
- 花の子ルンルン
- ジャン・バルジャン物語
- 魔法少女ララベル
- ハロー!サンディベル
- コンポラキッド
- メイプルタウン物語
  - 新メイプルタウン物語 パームタウン編
- ビックリマン
- キン肉マン キン肉星王位争奪編
- 真拳伝説タイトロード

### OVA
- 仮面ライダーSD

### その他
- 世界名作童話 まんがシリーズ
  - アラジンとふしぎなランプ

## 著書
- 日本アニメ全史 世界を制した日本アニメの奇跡（2004年、テン・ブックス）